# 夸尔年托
夸尔年托（義大利語：Quargnento），是意大利亚历山德里亚省的一个市镇。总面积36.2平方公里，人口1398人，人口密度38.6人/平方公里（2009年）。ISTAT代码为006141。